# Glif
Glif (grčki: γλύφω, glýphō, »urezujem«) jest svaka vrsta namjerne oznake. U tipografiji se definira kao »specifičan oblik, dizajn ili reprezentacija znaka«. Glif je, prema tome, određena grafička reprezentacija elementa pisanoga jezika u određenom tipografskom pismu ili fontu. Grafem, dio grafema (poput dijakritičkih znakova) ili čak više kombiniranih grafema mogu biti predstavljeni glifom. U tipografiji se glif još naziva i slovnim znakom.